# Pohjanmaa (01)
Pohjanmaa (01) byla minonoska Finského námořnictva. Využívána byla také jako cvičná a velitelská loď. Byla vlajkovou lodí Finského námořnictva. Ve službě byla v letech 1979–2015. Společně s dalšími plavidly ji nahradí čtyři víceúčelové korvety třídy Pohjanmaa. Od roku 2016 slouží jako civilní výzkumná loď Pohjanmeri.

## Stavba

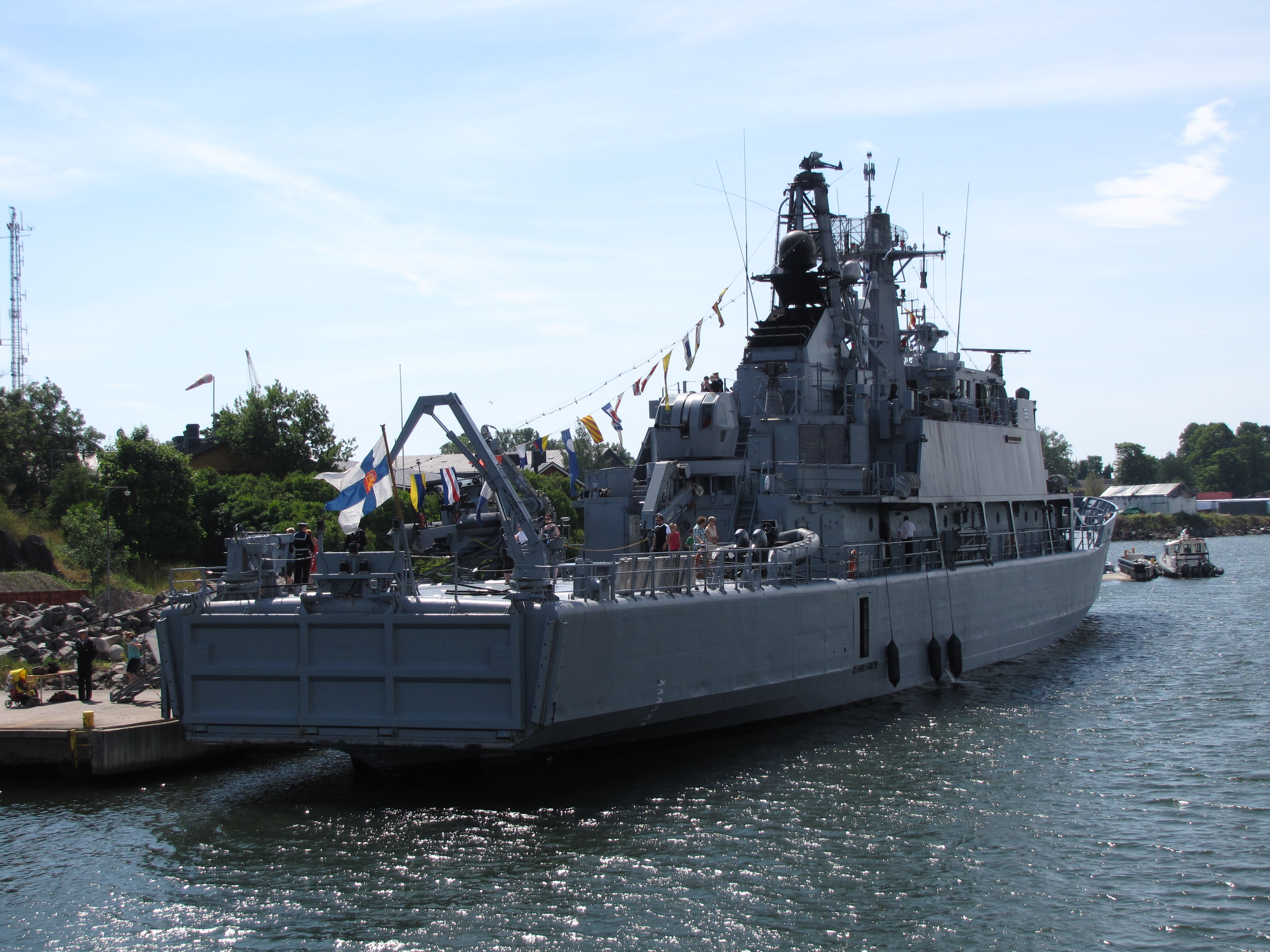
Pohjanmaa (01)

Plavidlo postavila loděnice Wartsila v Helsinkách. Stavba byla zahájena 4. května 1978, na vodu byla loď spuštěna 28. srpna 1978 a do služby byla přijata 8. června 1979.

## Konstrukce

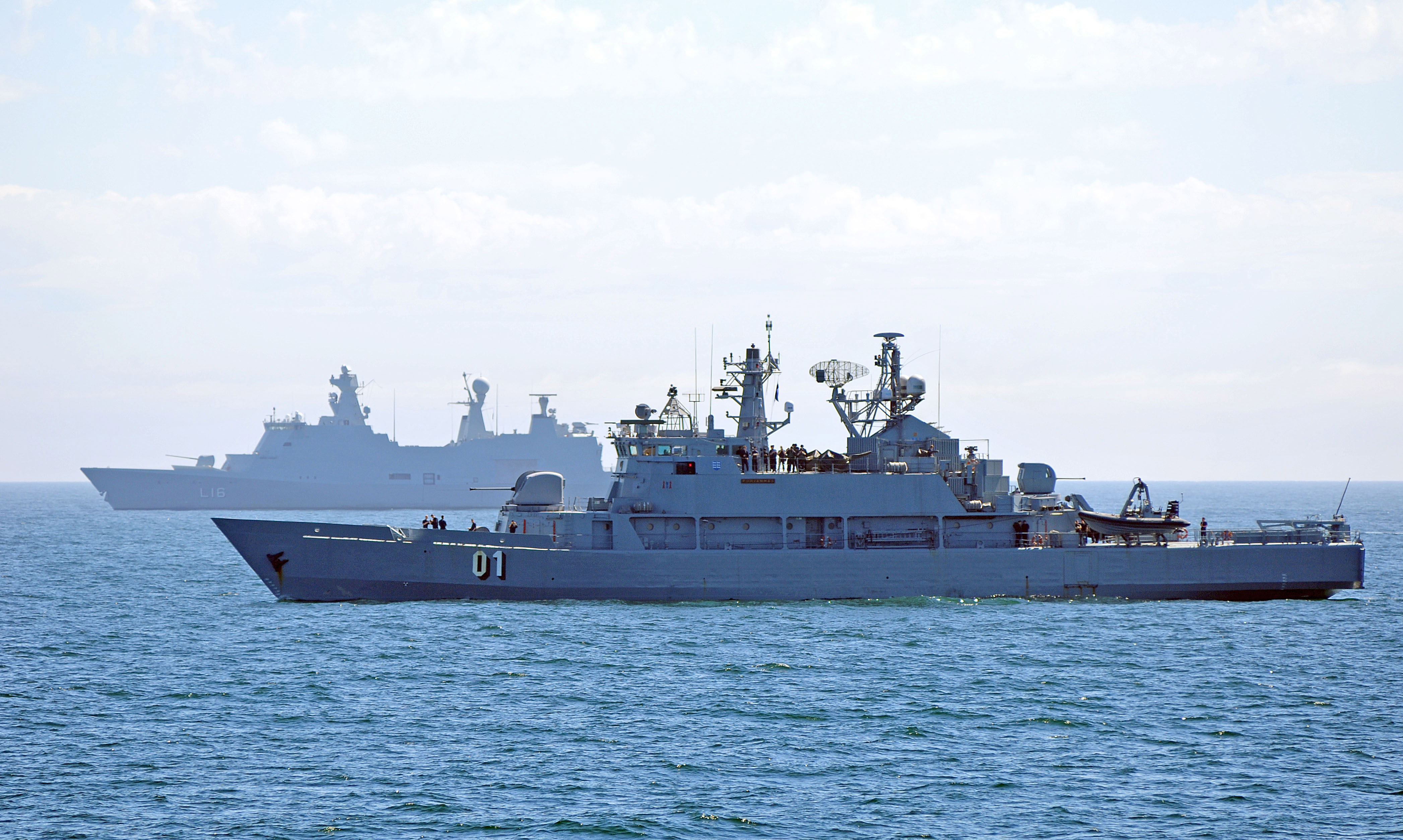
Pohjanmaa (01)

Posádku tvořilo 80 osob, přičemž při cvičných plavbách ji tvořilo ještě 70 kadetů. Výzbroj tvořil jeden 120mm kanón Bofors, dva 40mm kanóny Bofors, dva dvojité 23mm kanóny, dva salvové vrhače hlubinných pum RBU-1200 a až 120 min. Na zádi se nacházela přistávací plocha pro vrtulník. Pohonný systém tvořily dva diesely o výkonu 5800 hp. Nejvyšší rychlost dosahovala 20 uzlů.

## Služba
Roku 2011 se Pohjanmaa (01) zapojila do protipirátské Operace Atalanta. Roku 2015 byla vyřazena a nabídnuta k prodeji. Po vyřazení plavidlo získala finská státní organizace Meritaito, která jej nechala přestavět na výzkumnou loď Pohjanmeri.